# Quercus graciliformis
Espèce
Classification phylogénétique
Statut de conservation UICN

 CR C2b : 
En danger critique

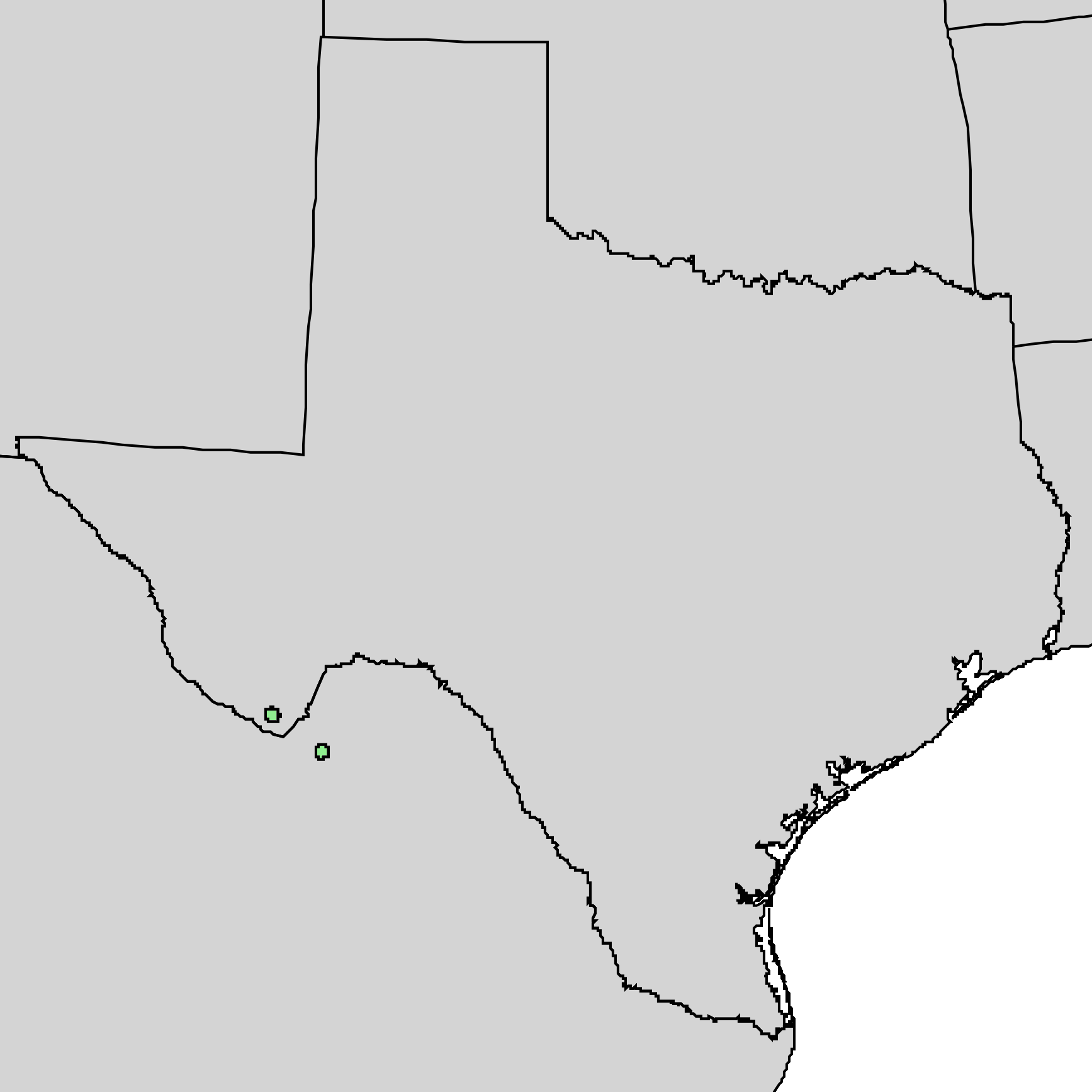
Distribution

Quercus graciliformis est une espèce de petits arbres de la famille des Fagaceae. Cette espèce de chêne est endémique des États-Unis (monts Chisos au Texas) et du Mexique (Coahuila). L'espèce est menacée par la destruction de son habitat.
C'est un petit chêne atteignant 8 m en hauteur, de la section des chênes rouges. Il garde ses feuilles pendant l'hiver jusqu'à ce que les nouvelles feuilles apparaissent au printemps.
Les feuilles elliptiques, qui mesurent entre 4,5 et 10,2 cm de long, sont à bord ondulé avec des terminaisons aristées,.